# Cluan Place
Cluan Place je četvrt u istočnom Belfastu, u Sjevernoj Irskoj. U ulici se nalazi 25 kuća i 20 obitelji. Kako Cluan Place graniči s katoličkom četvrti Short Strand, veliki broj konflikta odigrao se ovdje tijekom nemira. Privremena IRA optužena je da je napala ulicu kako bi natjerala lokalno stanovništvo da je napusti i da bi je kasnije naselila svojim ljudima. IRA je optužila unionističku paravojnu skupinu Ulstersku obrambenu udrugu (Ulster Defence Association) da je koristila ulicu kako bi iz nje vršila napade na Short Strand. 
Tijekom ovih nemira cijelo vrijeme ispaljivani su projektili preko zaštitne ograde. Zaštitna ograda iza kuća povišena je nekoliko metara a nadzorne kamere postavljene su u i oko stambenih područja. To je uplašilo paravojne skupine na obje strane što je rezultiralo da su se nemiri u četvrti znatno smirili.